# Andrzej Szymacha
Andrzej Szymacha (ur. 3 listopada 1940, zm. 31 października 2019 w Warszawie) – polski fizyk, prof. dr hab.

## Życiorys
Ukończył studia na Wydziale Matematyki i Fizyki Uniwersytetu Warszawskiego w 1962. Obronił pracę doktorską w 1966, następnie w 1976 uzyskał stopień doktora habilitowanego, a 14 stycznia 1992 tytuł profesora nauk fizycznych. Został zatrudniony na stanowisku profesora zwyczajnego w Instytucie Fizyki Teoretycznej na Wydziale Fizyki Uniwersytetu Warszawskiego. Przez wiele lat pełnił funkcję prodziekana ds. finansowych Wydziału Fizyki oraz kierownika Katedry Teorii Hadronów i Leptonów IFT WF UW. 
Autor książki Szczególna teoria względności (1985). 
W wyborach parlamentarnych w 1993 bez powodzenia ubiegał się o mandat poselski w okręgu warszawskim z listy Unii Demokratycznej.
Pochowany został na cmentarzu komunalnym Północnym (kwatera B-IV-1-7-4 (kolumbarium)).

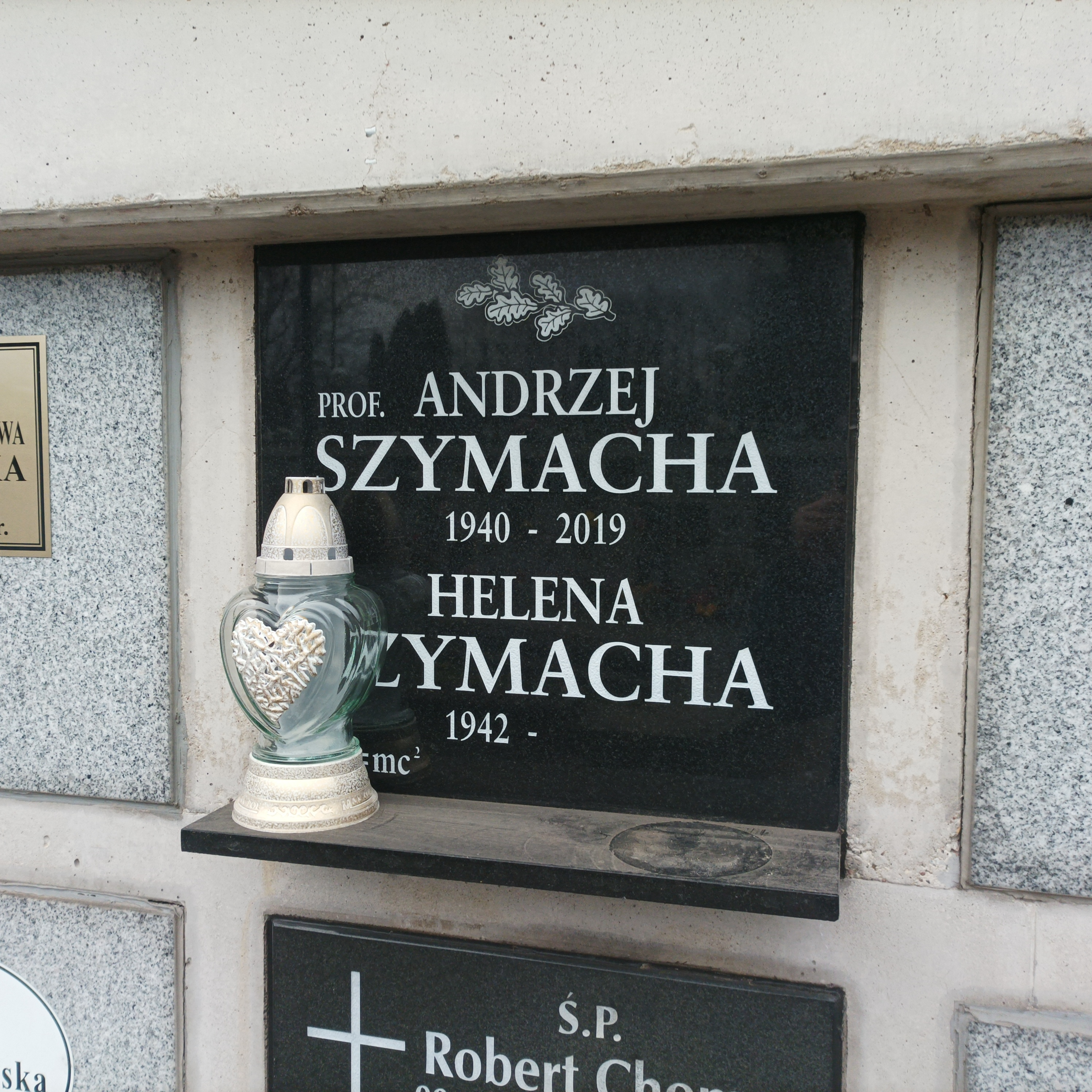
Grób prof. Andrzeja Szymachy na Cmentarzu Komunalnym Północnym w Warszawie